# Револьвер Паркера Филда
Револьвер Гэс-сил Паркера Филда — огнестрельное оружие, изготовленное лондонской оружейной компанией «Паркер Филд и сыновья» (Parker Field and Sons), револьвер оснащён регулируемой мушкой и целиком. Между капсюлями находятся плоские перегородки, для предотвращения воспламенения нескольких зарядов. Курок имеет три позиции, в первой позиции курок замыкается предохранителем. Оружие имеет рычажный шомпол внизу ствола: длинный рычаг опускается вниз, горизонтально расположенный шомпол с надавливает на пулю в барабане, чтобы та вошла в камору.